# Szklistniczek krągłopłetwy
Szklistniczek krągłopłetwy (Pareutropius debauwi) – gatunek słodkowodnej ryby sumokształtnej z rodziny Schilbeidae. Bywa hodowana w akwarium.

## Występowanie
Środkowa Afryka: w Angoli, Gabonie (dorzecze rzeki Ogooué), w Kongu (w rzekach Kouilou i Chiloango) oraz w rzekach dawnego Zairu.

## Opis
Ryba stadna i żwawo pływająca w pozycji ukośnej. Ubarwienie niebieskawo-stalowe. Ciało wydłużone, w końcowej części silnie spłaszczone. Wokół pyska wyrastają trzy pary krótkich wąsików. Głowa zaokrąglona. Nasada płetwy ogonowej spłaszczona, sama płetwa mocno wcięta. Płetwa odbytowa długa, od pęcherza pławnego aż do nasady płetwy ogonowej. Przez całą długość ciała przebiegają trzy czarne pasy.
Dorasta do 8, niekiedy do 10 cm długości.

## Dymorfizm płciowy
Samice są bardziej wybrzuszone i mają jaśniejsze paski. 

## Warunki hodowlane
| Zalecane warunki w akwarium | Zalecane warunki w akwarium |
| --------------------------- | --------------------------- |
| Zbiornik                    |                             |
| Temperatura wody            | 24–27°C                     |
| Twardość wody               | mała lub średnia            |
| Skala pH                    |                             |
| pokarm                      | wszelki żywy i suchy        |